# Karl Bernt

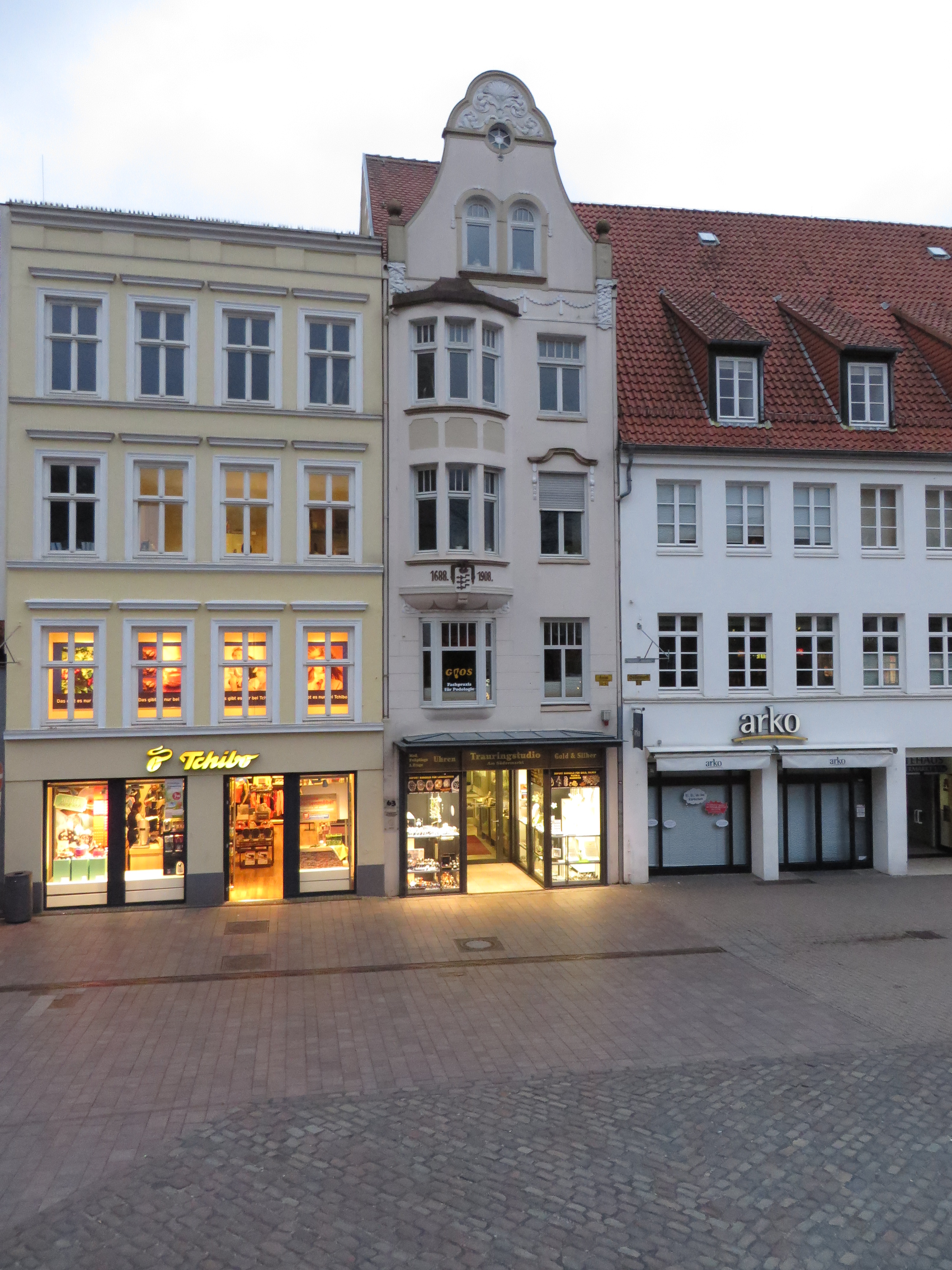
Wohn- und Geschäftshaus Holm 63, 1908, mit dem Wappen der Reepschlägerfamilie Landt (vgl. Straßenstück Katsund)

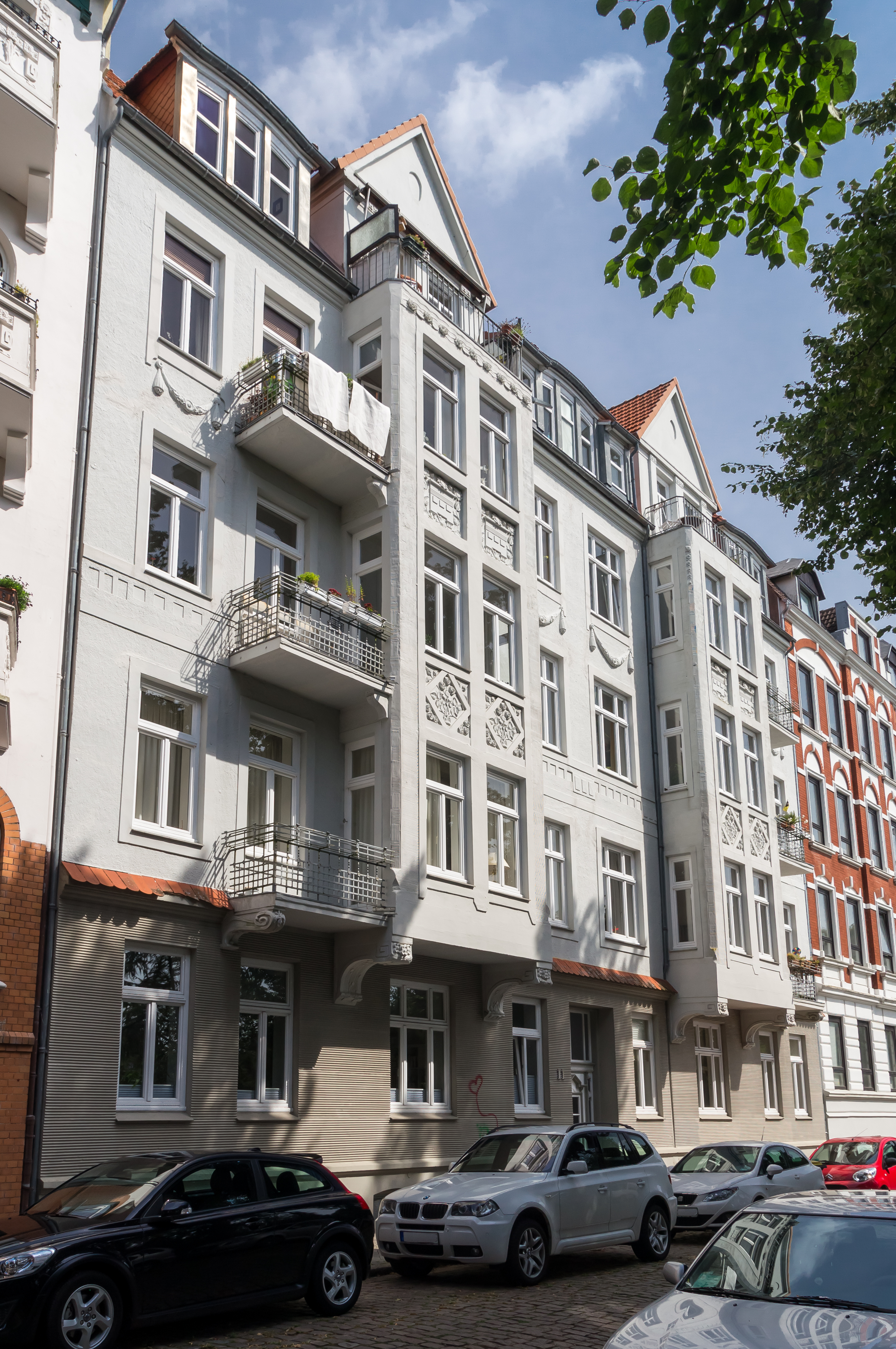
Wohnhaus Am Burgfried 11, 1904

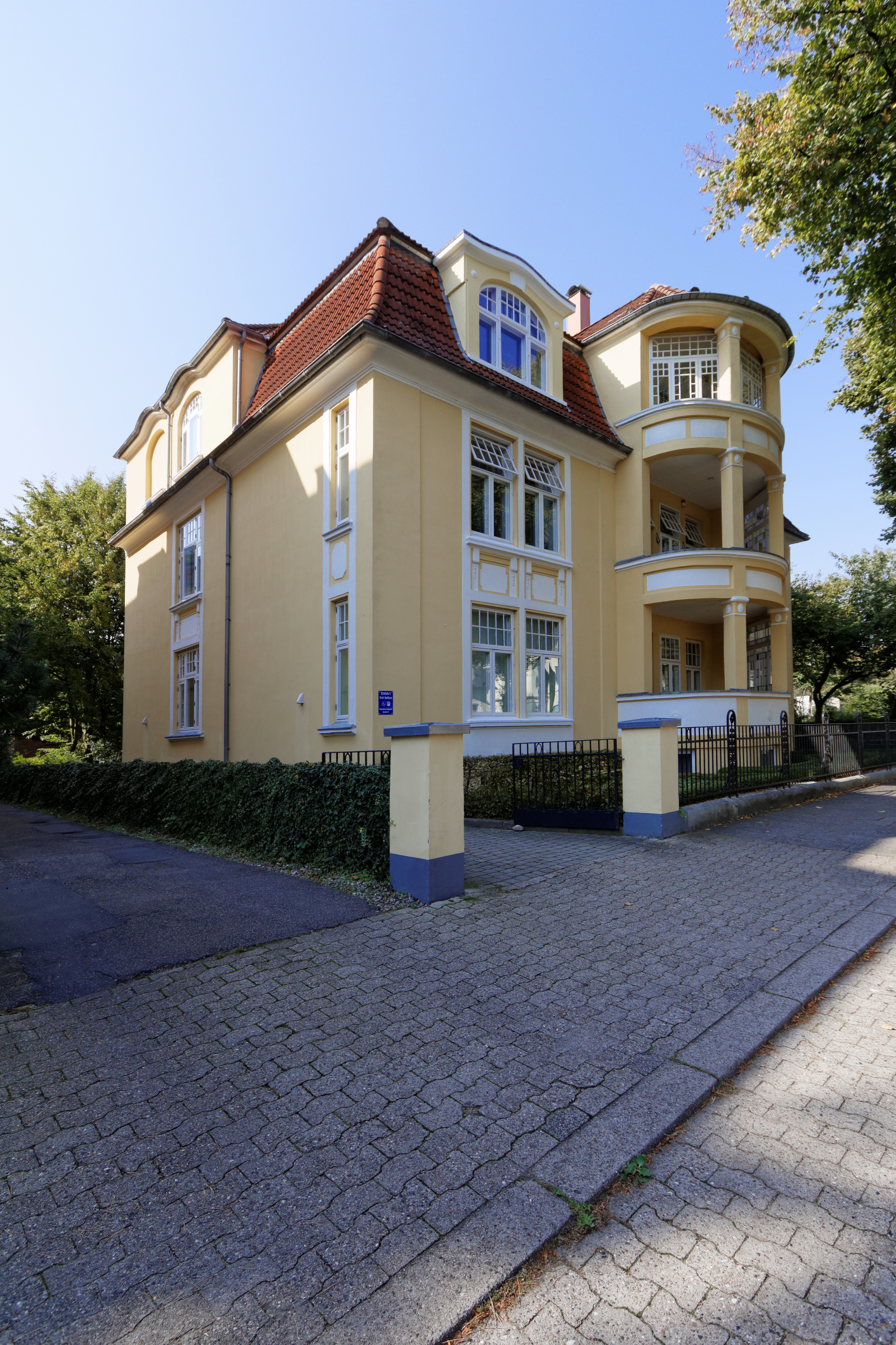
Dreifamilienhaus Marienhölzungsweg 47, 1912, von Maurermeister Andr. Jensen unter Mitarbeit von Karl Bart

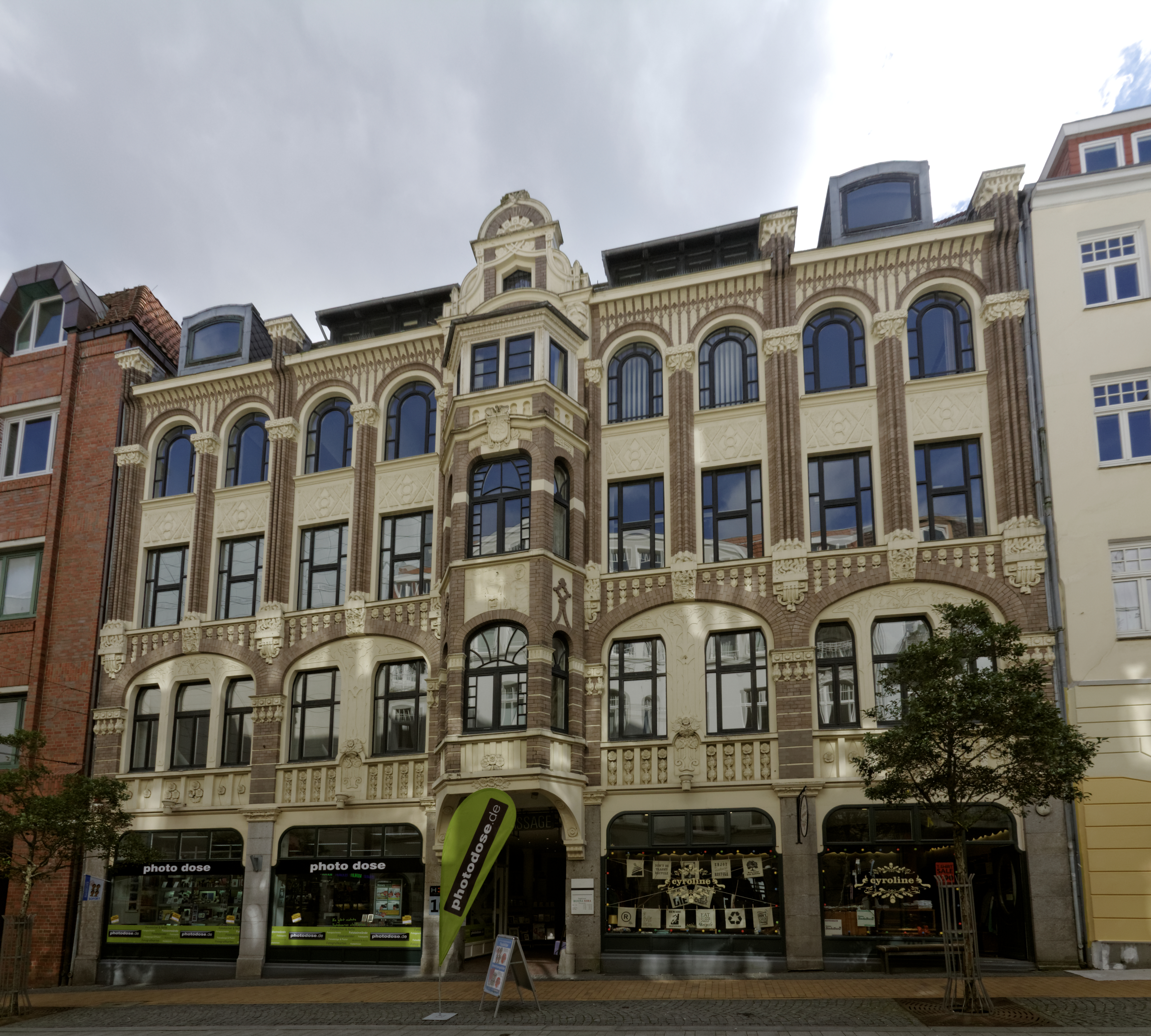
Wohn- und Geschäftshaus Nikolaistraße 10, 1905, damals mit dem ersten Kino der Stadt, dem „Kosmorama“

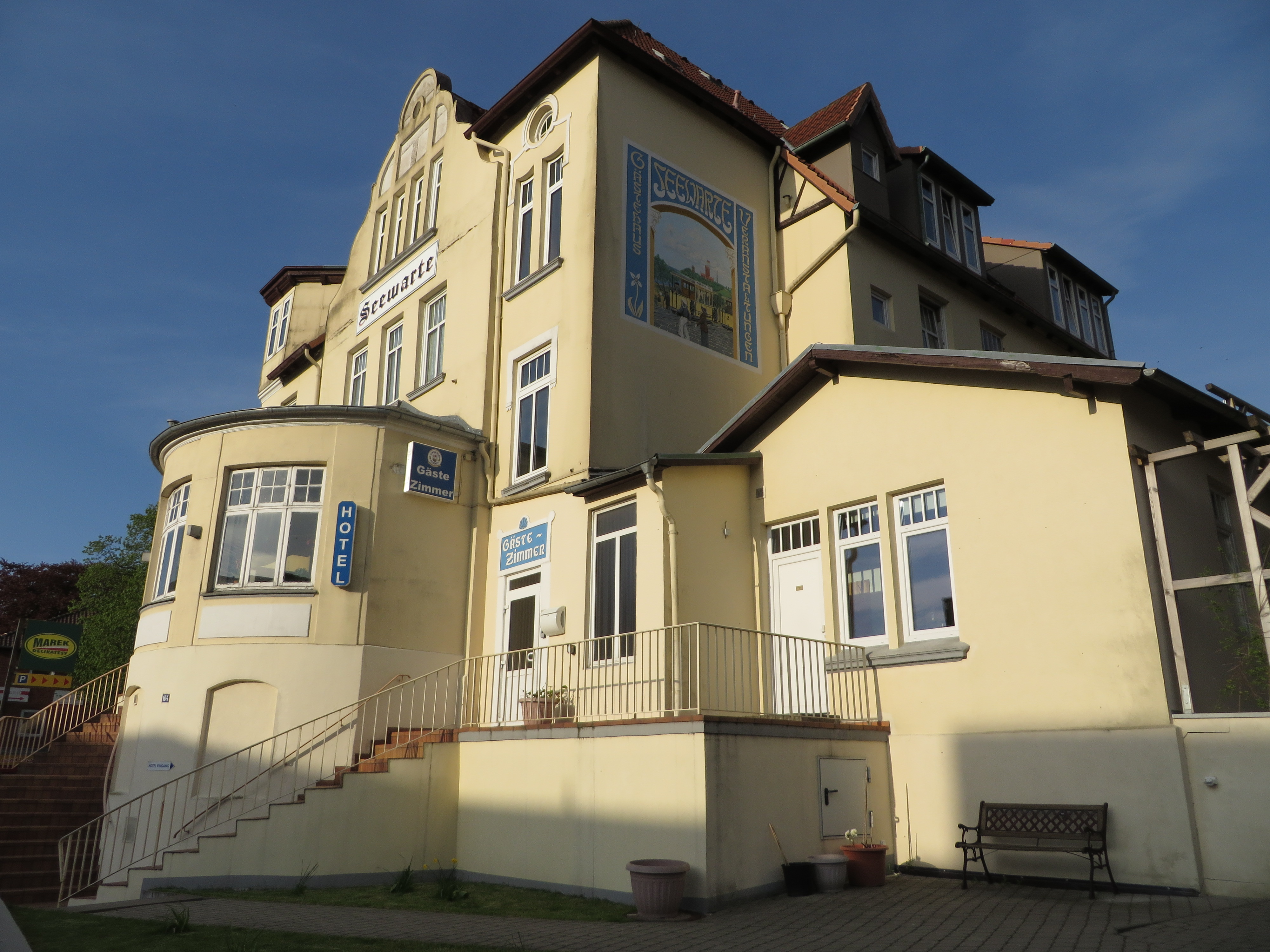
Hotel Seewarte im Stadtteil Mürwik, 1906

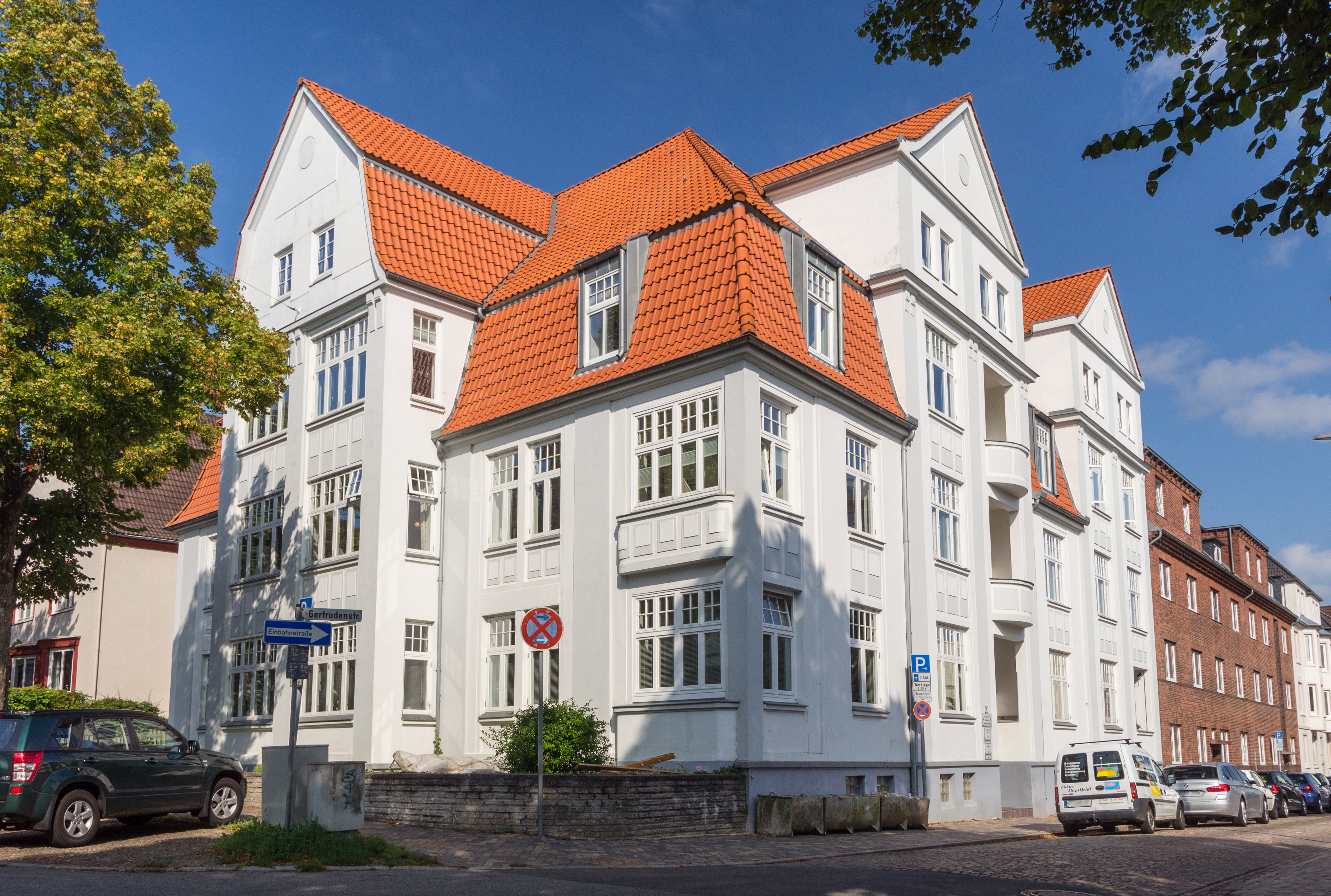
Eckhaus Gertrudenstraße 1, 1913–1915

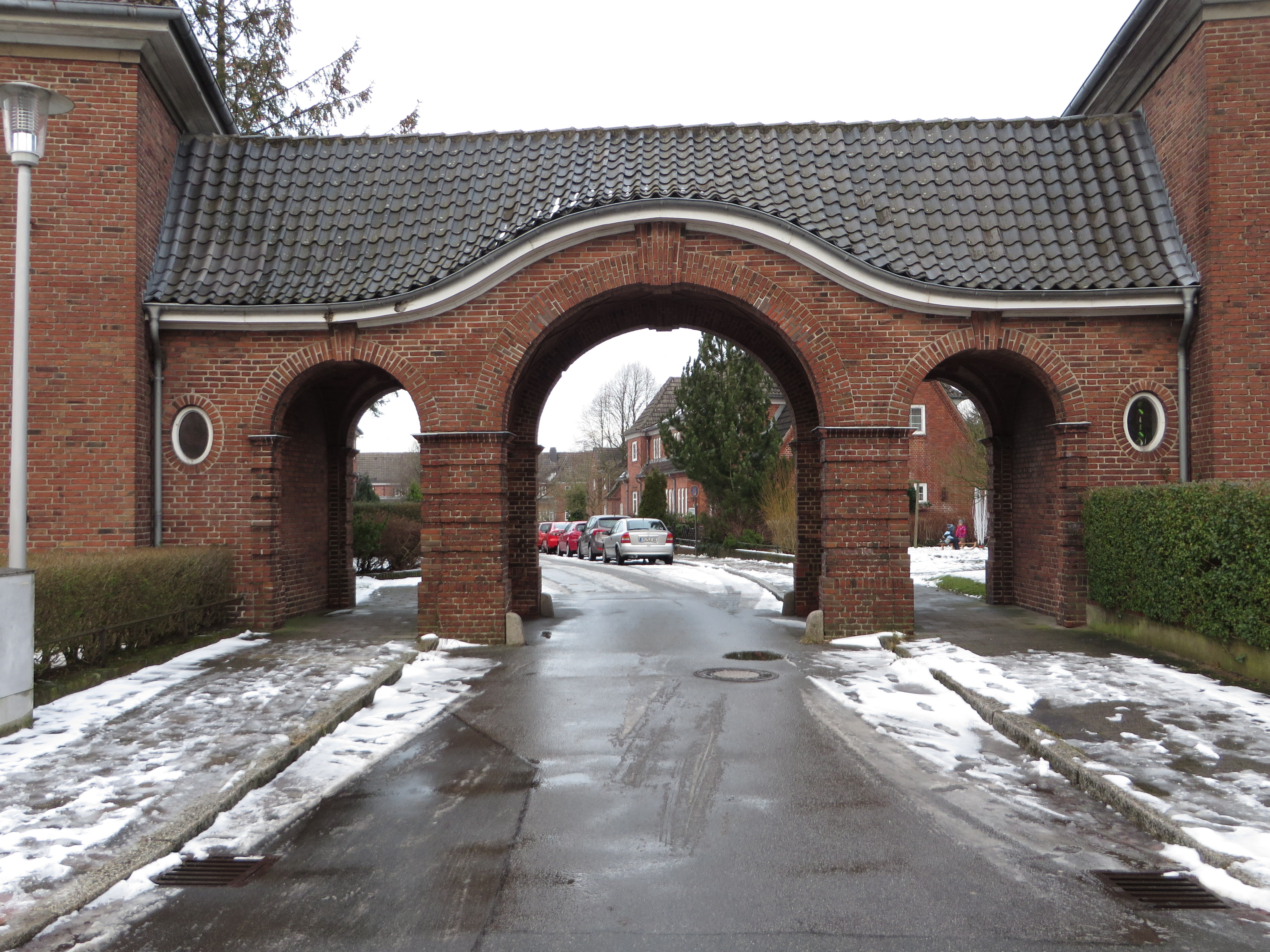
Parkhof in Mürwik, 1925–1928

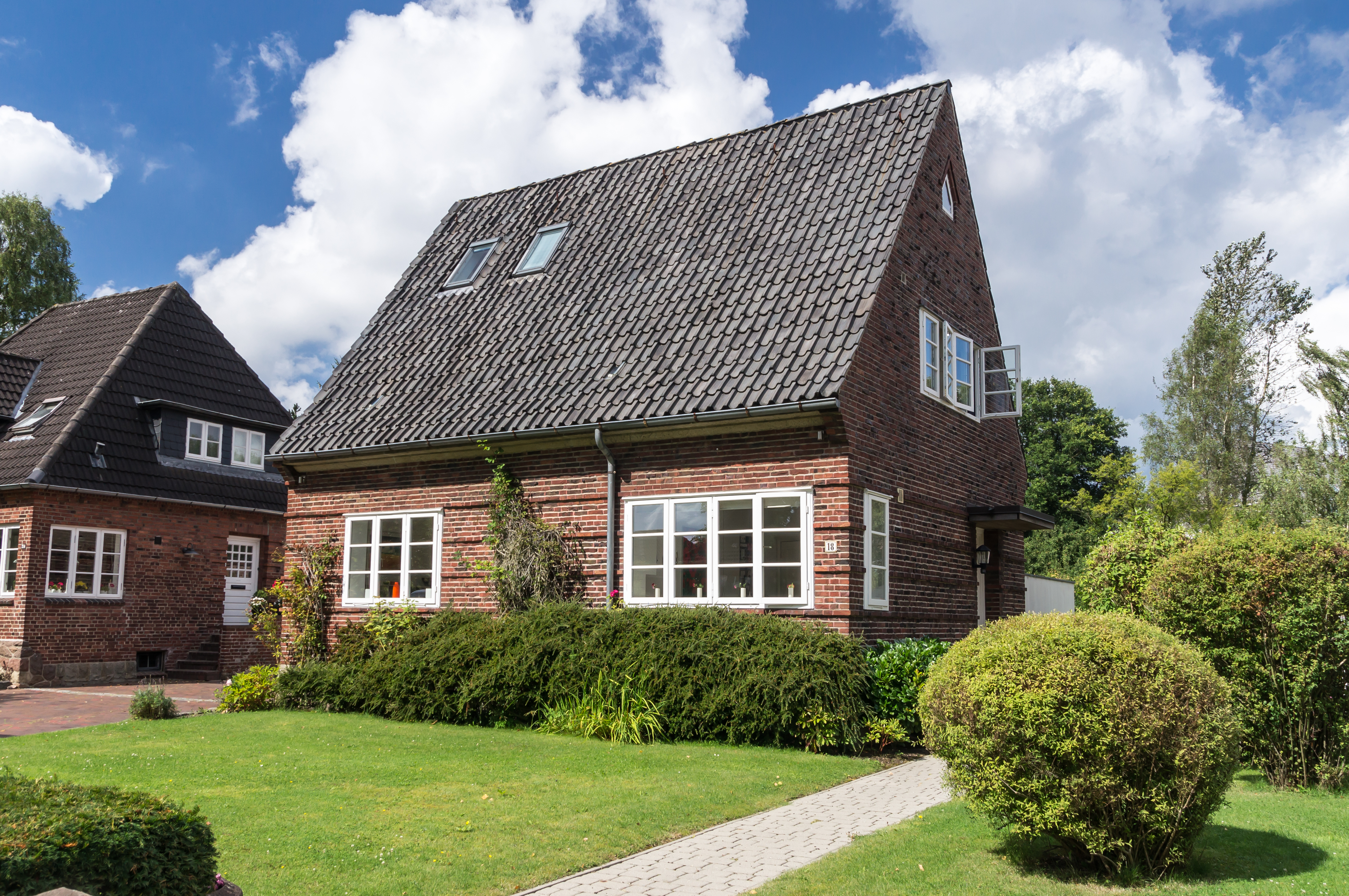
Haus Hermann-Löns-Weg 18, 1934

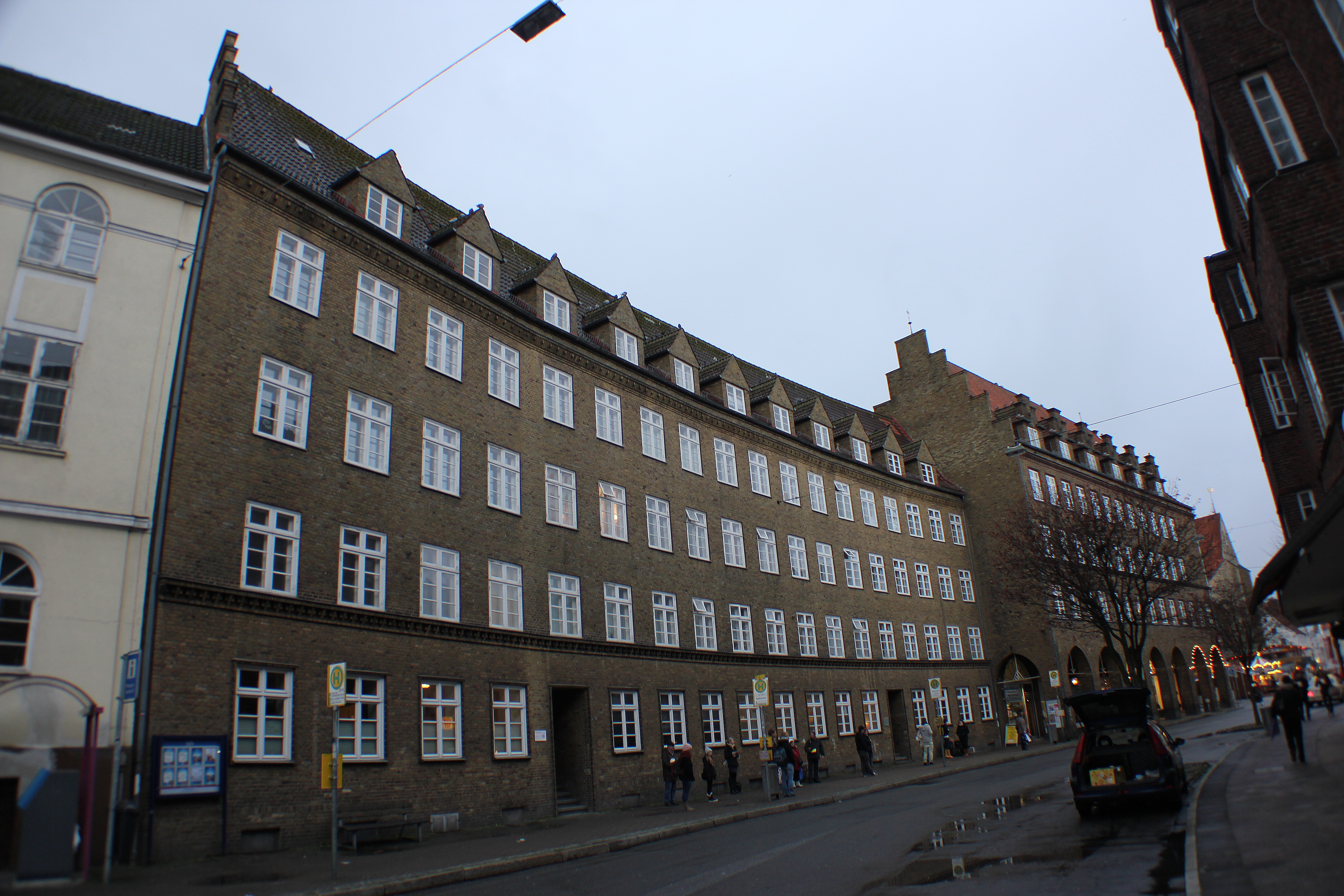
Wohnblock Dr.-Todsen-Straße 2–4, 1935/1936 (als Fortsetzung des Arkaden-Baus Südermarkt 7)

Karl Bernt (* 8. Oktober 1871; † 27. Juli 1952 in Flensburg) war ein deutscher Architekt, der zwischen 1903 und 1938 in Flensburg wirkte. Bernts Architektursprache entwickelte sich dabei von Jugendstil und Reformarchitektur bis zum Backsteinexpressionismus.

## Leben und Schaffen
1903 entstand mit dem viergeschossigen Jugendstil-Mietwohnhaus Glücksburger Straße 28 Karl Bernts erstes nachweisbares Gebäude in der Stadt Flensburg. In den darauffolgenden Jahren wurde Bernt zu einem vielbeschäftigten Architekten, der zahlreiche stadtbildprägende Gebäude schuf. 1905 wurde von Karl Bernt am Platz an der oberen Marienstraße („Kuhgangsplatz“), das dreigeschossige Wohn- und Geschäftshaus Marienstraße 61 errichtet. Für dieses Gebäude griff Bernt auf Pläne von Alexander Wilhelm Prale zurück, die er aber durch neue Stilelemente modernisierte und damit weitgehend veränderte. Bernts neu gestaltete Fassade besteht aus einer Mischung von Jugendstil und Landhauselementen. Nur die räumliche Aufteilung des Gebäudes übernahm Bernt noch von Prale. Ein Jahr später errichtete Bernt das Hotel Seewarte in Flensburg-Mürwik. 1906 gestaltete Bernt zudem auch das Vorderhaus des Zuckerhofs um, in dem sich Anfang des 19. Jahrhunderts eine Zuckersiederei befand. In das Erdgeschoss des Gebäudes in der Norderstraße 31 wurden zwei Ladenlokale sowie ein dazugehöriger Mitteleingang eingerichtet. Die Fassade wurde um drei Meter zurückversetzt und durch Bernt neu gestaltet.
Von 1898 an bis 1912 wurden die erhaltenen Wohnhäuser in der Brixstraße im Stadtteil Jürgensby errichtet. Einige Häuser in diesem Bereich stammen ebenfalls von Karl Bernt. Unter anderem war er dort möglicherweise auch am Wohnhaus Brixstraße 19 von 1907 beteiligt. 1908–1909 beteiligte sich Bernt am Bau der Flurstraße im Stadtteil Westliche Höhe mit drei Wohnhäusern. 1908–1909 wurden in der Clädenstraße hochwertige Mehrfamilienhäuser errichtet, die vorrangig von Karl Bernt stammten. Die großzügig ausgestatteten Wohnhäuser sollten den zu erwartenden Bedarf höherer Marinechargen bedienen, der auf Grund der Errichtung der Marineschule Mürwik erwartet wurde. Da die Marineschule aber später als der Bauherr der Clädenstraßen-Häuser vermutete fertig wurde, blieben die Offiziere der Marineschule als Kundschaft aus und der Bauherr ging vorher pleite. Die Stadt ersteigerte 1911 die Gebäude. Anschließend wohnte dort unter anderem Paul Ziegler und später zudem der Maler und Zeichner Günter Messenbrink. 1911–1913 entstanden nach Plänen von Karl Bernt unweit der Clädenstraße die Gebäude Ulmenstraße 15 und 16 am Kopf der St.-Jürgen-Treppe. Des Weiteren entstand 1911–1916 eine große Anzahl von Wohnhäusern an der Bismarckstraße, von denen einige ebenfalls von Karl Bernt stammten.
Zu der großen Anzahl von Wohn- und Geschäftshäusern von Karl Bernt gehört beispielsweise das außergewöhnliche Eckgebäude Große Straße 39/41 am Heiligengeistgang aus dem Jahr 1911, das durch eine stattliche Putzfassade mit goldfarbenen Tafeln, auf denen antikisierende Gestalten abgebildet sind, auffällt. Seit 1914 wurde die Villa Clädenstraße 11 nach Plänen von Karl Bernt gebaut, die vermutlich kriegsbedingt erst 1918 fertiggestellt wurde. Die Villa wurde zurückhaltend gestaltet im Sinne der Reformarchitektur. Um 1925 wandte Karl Bernt sich offensichtlich der Heimatschutzarchitektur zu. Hatten seine bisherigen Bauten Putzfassaden, folgten nun Bauten mit Backsteinfassaden. So entstand beispielsweise 1925–1928 der Parkhof, den Bernt in Zusammenarbeit mit Karl Frehse plante, im Heimatschutzstil. 1935/1936 setzte er Paul Zieglers und Theodor Rieves Eckgebäude Südermarkt 7 durch einen weiteren Wohnblock nach Süden fort. Bei diesem neuen Gebäude Dr.-Todsen-Straße 2–4 wurde Bernt durch Theodor Rieve unterstützt. Ursprünglich sollten im Erdgeschoss des Gelbsteinbaus Arkaden eingefügt werden, die den Arkadenverlauf des benachbarten Südermarktgebäudes fortsetzen sollten, doch dies wurde aus finanziellen Gründen verworfen. Bernts letztes Wohnhaus entstand 1936–1938 im Stadtteil Sandberg.

## Werke
- 1903: viergeschossiges Mehrfamilienhaus Glücksburger Straße 28 in Flensburg; Putzfassade mit Jugendstil-Dekor[6]
- 1904: Wohnhaus Am Burgfried 11 in Flensburg; am Rande des Duburgareals gelegen[24]
- 1905: Wohn- und Geschäftshaus Nikolaistraße 10 in Flensburg[25][26]
In dem Gebäude mit aufwendiger Jugendstil-Fassade[26] befand sich im rechten Erdgeschossflügel das Kino Kosmorama. Das Kosmorama war Flensburgs erstes Kino überhaupt. Es wurde am 8. September 1906 eröffnet. Es zeigte Stummfilme mit musikalischer Untermalung durch ein Klavier.[27][28]
- 1905: Wohn- und Geschäftshaus Marienstraße 61 in Flensburg („Kuhgangsplatz“)[7]
- 1906: Hotel Seewarte in Flensburg-Mürwik[29]
- 1907: Wohn- und Geschäftshaus Brixstraße 5 in Flensburg[30]
- 1908: Wohn- und Geschäftshaus Holm 63 in Flensburg; ehemaliges Haus der Reepschlägerfamilie Landt von Katsund[31]
- 1908: Wohnhäuser Mathildenstraßen 17 und 18; Nr. 17 mit Backsteininfassade der Reformarchitektur bzw. der Heimatschutzarchitektur, die eher schlicht gestaltet ist, mit Ausnahme des neobarocken Portals.[32][33]
- 1908: Wohn- und Geschäftshaus Brixstraße 29 / Bremerplatz in Flensburg[34]
- 1908–1909: Wohnhaus Bau'er Landstraße 15 in Flensburg; Putzfassade mit Jugendstildekor[35]
- 1908–1909: Wohnhäuser Flurstraße 11, 17 und 19 in Flensburg[36]
- 1908–1913: viergeschossige Wohnhäuser für höhere Marinechargen Clädenstraße 3, 6, 7, 8, 9 und 10 in Flensburg[37]
- 1908–1910: Wohnhäuser Bremerplatz 2–3 in Flensburg; Eckhaus Nr. 3 mit Geschäftshausbereich[38]
- 1909–1911: Wohnhäuser Dorotheenstraße 34–38 in Flensburg; Fassadenentwürfe im Auftrag von Maurermeister Andr. Jensen (Gebäude nicht erhalten)
Das heutige Aussehen erhielt der Straßenabschnitt erst nach dem Ersten Weltkrieg durch Erweiterung und Umbau des St.-Franziskus-Hospitals.[39]
- 1910: Mehrfamilienhäuser Nordergraben 64–68 inFlensburg; viergeschossige Putzbauten mit variierten Fassaden in anspruchsvoller Reformarchitektur mit neoklassizistischen Anklängen[40][5]
- 1910–1911: dreigeschossige Wohnhäuser Jürgensgaarder Straße 31, 33 und 35 in Flensburg[41]
- 1911: Wohnhaus Apenrader Straße 61 in Flensburg[42]
- 1911: Wohn- und Geschäftshaus Große Straße 39/41 in Flensburg, am Heiligengeistgang[43]
- 1911–1912: Wohn- und Geschäftshaus Norderstraße 9 in Flensburg[44]
- 1911–1913: Die zwei schönen Schwestern, zwei viergeschossige Wohnhäuser Ulmenstraße 15 und 18, an der Ecke zur Brixstraße, in Flensburg; oberhalb der Sankt-Jürgen-Treppe[45][46]
- 1911–1916: Wohnhäuser Bismarckstraße 55–75 und 56–74 in Flensburg[47]
- 1912: Dreifamilienhaus Marienhölzungsweg 47 in Flensburg; Fassadenentwürfe für Maurermeister Andr. Jensen[48][49]
- 1912: dreigeschossige Wohnhäuser Brixstraße 21–27 in Flensburg[50]
- 1913–1914: dreigeschossige Wohnhäuser Nikolaiallee 6–8 und Klaus-Groth-Straße 2 in Flensburg[51]
- 1913–1915: Eckhaus Marienhölzungsweg / Gertrudenstraße 1 in Flensburg; Fassadenentwürfe für Maurermeister Andr. Jensen[52]
- 1914: dreigeschossiges Wohnhaus St.-Jürgen-Platz 4 in Flensburg[53]
- 1914–1918: Villa Clädenstraße 11, Flensburg[18]
- 1921 Erweiterung des Gebäudebestandes der Dampf-Schokoladenfabrik Munketoft 7 in Flensburg (nicht erhalten)[54][55]
- 1924–1926: Wohnhaus Bismarckstraße 102 in Flensburg[38]
- 1925: Haus Friedrichstal 38 in Flensburg[56]
- 1925–1926: dreigeschossiges Wohnhaus St.-Jürgen-Platz 2 in Flensburg; ähnlich dem zeitgleich entstandenen Wohn- und Geschäftshaus St.-Jürgen-Platz 1[53]
- 1925–1926: Wohnhauszeile Adelbyer Kirchenweg 210 in Flensburg[57]
- 1925–1928: Parkhof in Flensburg-Mürwik; Bauleitung durch Karl Frehse[58]
- 1926–1927: Mehrfamilienwohnhausgruppe Katharinenstraße 15–25, Kastanienweg 14,15 und Zur Exe 16 in Flensburg[59]
- 1927: Wohnhaus Bismarckstraße 100 in Flensburg[38]
- 1927–1928: Villa Adelbyer Kirchenweg 9 in Flensburg[57]
- 1928–1930: Wohnhäuser Schwalbenstraße 11–15 und 25–27 in Flensburg; dreigeschossige Gebäude in Kalksandstein, Fassaden teilweise in Fehlbrand-Backstein[60]
- 1929: zweigeschossiges Doppelhaus Adelbyer Kirchenweg 3/5 in Flensburg[57]
- 1930–1931: Verwaltungsgebäude der Ortskrankenkasse der Stadt Flensburg (AOK), Waitzstraße 2, Heinrichstraße 21; dreigeschossiger Klinkerbau mit Walmdach, am Eingang Farbverglasung mit Flensburger Wappen[61]
- 1934: Traufenhaus Hermann-Löns-Weg 18 in Flensburg; Backsteinmauerwerk teilweise in Fehlbrand-Steinen[62]
- 1935–1936: Wohnblock Dr.-Todsen-Straße 2–4 in Flensburg; Fortsetzung des Eckgebäudes Südermarkt 7, in Zusammenarbeit mit Stadtarchitekt Theodor Rieve[22]
- 1936–1938: dreigeschossige Wohnhäuser Sandberg 35–37 und Schreiberstraße 23 in Flensburg; Das Haus Schreiberstraße 23 wurde offensichtlich Peter Christian Hansen gewidmet, der 1935 gestorben war. Eine Tafel mit entsprechender Widmung erinnert daran.[23]